# Bring the Beat Back
Bring the Beat Back ist das Debütalbum des Rappers Steady B. Es wurde am 27. Juni 1986 auf dem Label Jive Records veröffentlicht, welches schon damals überwiegend an Hip-Hop orientiert war. Es wurde offiziell nur auf Vinyl veröffentlicht, nicht auf CD.
Vor der Veröffentlichung dieses Albums hatte Steady B schon die Lieder Just Call Us Def, Fly Shante (beide produziert von Lawrence Goodman) und Take Your Radio (aufgeteilt auf 2 12"-Vinyl-Singles) veröffentlicht. Diese sind jedoch auf Bring The Beat Back nicht enthalten.
Alle Titel (bis auf Get Physical) wurden von Lawrence Goodman produziert. Die Scratches sind von DJ Tat Money und Grand Dragon KD.

## Singleauskopplungen des Albums
- Bring the Beat Back und Yo Mutha wurden zusammen auf einem 12"-Vinyl veröffentlicht
- Bring the Beat Back und Cheatin Giirl wurden zusammen auf einem 12"-Vinyl veröffentlicht
- Surprise und Get Physical wurden zusammen auf einem 12"-Vinyl veröffentlicht

## Titelliste
1. Bring the Beat Back (03:45)
2. Get Physical (03:18) (produziert von Marley Marl)
3. Surprise (04:07)
4. Cheatin Girl (03:48)
5. Do the Fila (04:16)
6. Stupid Fresh  (03:47)
7. Hit Me (04:00)
8. Nothing But the Bass (03:56)
9. Yo Mutha (04:03)